# Edmontosaurini
Tribu
Genres de rang inférieur
- † Edmontosaurus Lambe[2], 1917
- † Shantungosaurus Hu[3], 1973
- † Laiyangosaurus Zhang[4], 2017
- † Kerberosaurus ?
- † Kundurosaurus ?
- † Ugrunaaluk ?

Les Edmontosaurini forment une tribu éteinte de dinosaures herbivores « à bec de canard »  de la famille des hadrosauridés et de la sous-famille des saurolophinés. Ses fossiles sont connus dans l'hémisphère nord, dans la partie supérieure du Crétacé supérieur, au Campanien et au Maastrichtien, soit il y a environ entre 83,6 à 66,0 millions d'années.
C'est l'une des quatre tribus rattachées aux Saurolophinae, avec les Brachylophosaurini, les Kritosaurini et les Saurolophini.

## Liste des genres

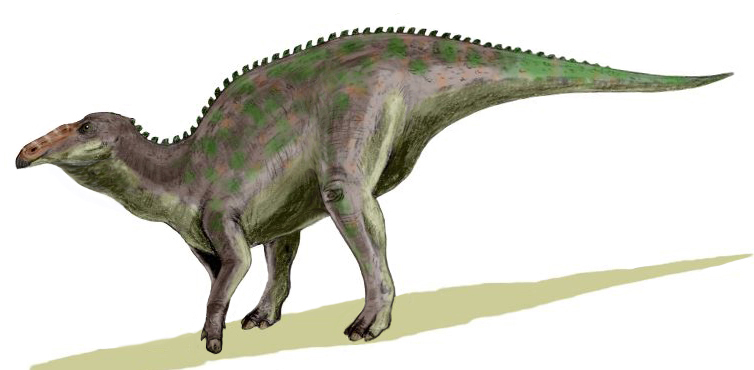
Vue d'artiste d'un Edmontosaurini, Edmontosaurus annectens, en position quadrupède.

- † Edmontosaurus Lambe[2], 1917, trouvé au Canada et aux États-Unis, qui a donné son nom à la tribu ;
- † Shantungosaurus Hu[3], 1973, découvert dans la province chinoise de Shandong ;
- † Laiyangosaurus Zhang[4], 2017, découvert également dans la province chinoise de Shandong ;
- † Ugrunaaluk ? Mori[7], 2015, trouvé en Alaska, dont la validité est remise en question[8] ;
- † Kamuysaurus Kobayashi, 2019, découvert dans le bourg de Mukawa, sur l'île de Hokkaidō, au Japon[9],[10].

Les genres russes Kerberosaurus et  Kundurosaurus d'abord classés comme des Saurolophini, sont depuis les années 2010 considérés comme des Edmontosaurini,,, le second pouvant être un synonyme junior du premier.
Pour P. Cruzado-Caballero et J. E. Powell en 2017, seules deux espèces du genre Edmontosaurus : E. annectens et E. saskatchewanensis, appartiennent aux Edmontosaurini.